# Przedborowa

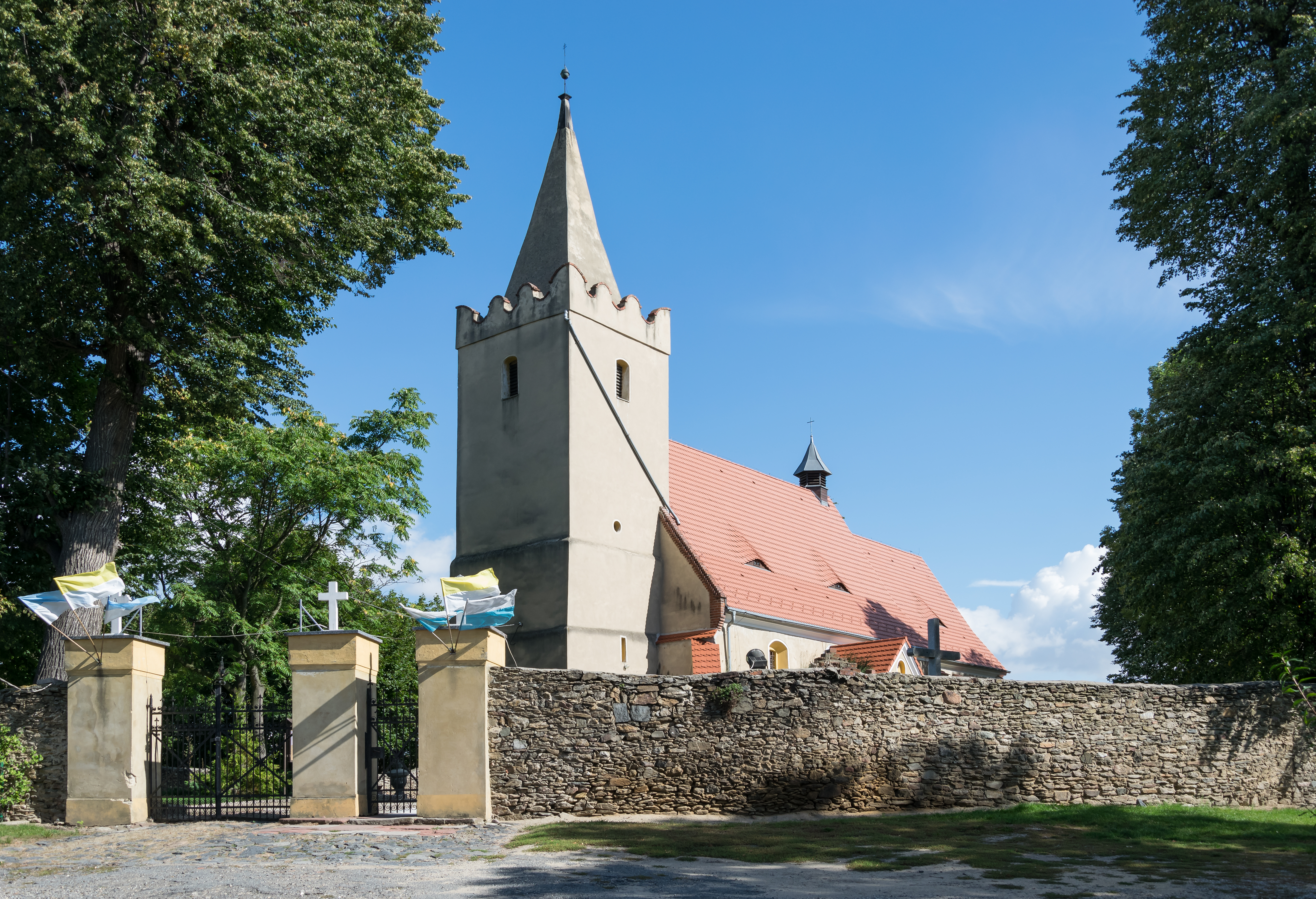
Pfarrkirche St. Hedwig

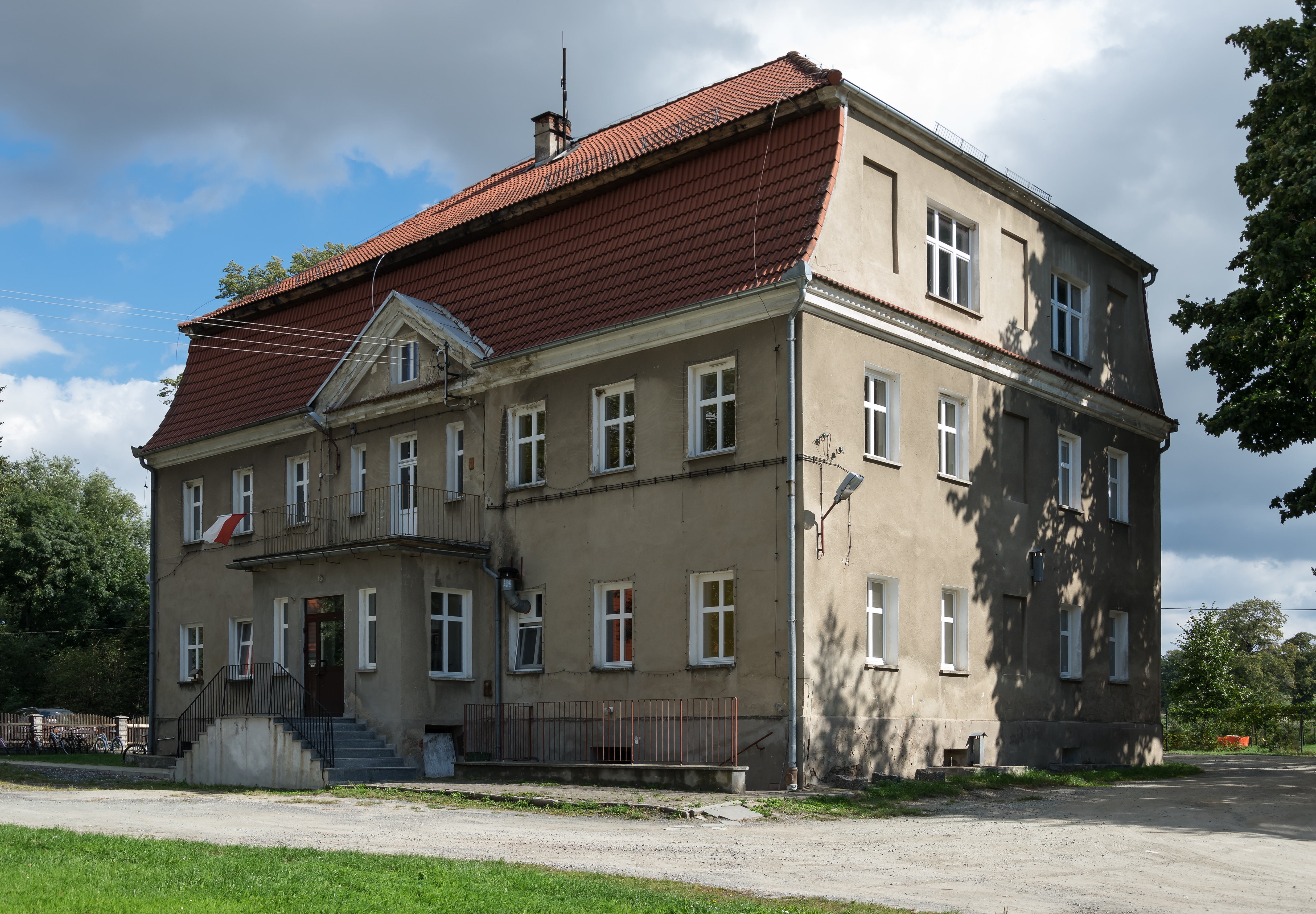
Schloss Schönheide

Przedborowa (deutsch: Schönheide; polnisch historisch Predberova bzw. Prodborovo) ist ein Dorf in der Landgemeinde Stoszowice (Peterwitz) im Powiat Ząbkowicki der Woiwodschaft Niederschlesien in Polen.

## Lage
Przedborowa liegt etwa 70 Kilometer südlich von Breslau. Nachbarorte sind Owiesno (Habendorf) im Nordwesten, Różana (Rosenbach) im Südwesten, Piława Dolna (Nieder Peilau) und Piława Gorna (Ober Peilau) im Norden, Kluczowa im Osten, Koziniec (Löwenstein) im Süden.

## Geschichte
„Predberoua“ wurde erstmals 1260 urkundlich erwähnt. Im Zuge der Ostkolonisation wurde der seit 1282 „Schonheigde“ genannte Ort durch deutsche Siedler neu erschlossen. Schon 1262 bestätigte Papst Urban IV. dem Kloster Kamenz die Zehntpflicht von „Prodborovo“. Es gehörte zum Herzogtum Schweidnitz-Jauer und gelangte nach dessen Teilung 1321 an das Herzogtum Münsterberg, das sich 1336 als ein Lehen Böhmen unterstellte.
Besitzer waren: 1460 Heinz und Dieprand von Reibnitz auf Kaubitz, 1480 erwarben es Niklaus und Christoph Zipfer, denen außerdem Heide und Tarnau gehörte, darauf Adam von Abschatz, dessen Witwe noch 1558 lebte. Seine Tochter Elisabeth Abschatz heiratete Sigmund Kaufung von Chlum, der das Gut an Adam Regensperg veräußerte. 1583 erwarb das Dorf mit zwei Vorwerken, 17 Bauern und einem Kretscham, Hans von Pfeil. 1596 besaß Peter von Nimptsch einen Dorfanteil. Durch seine Heirat mit Blandina von Pfeil fiel es an Hans von Vogt auf Niklasdorf, darauf erhielt es dessen Sohn Karl Gutstav von Vogt, welcher vom böhmischen Landesherrn in den Freiherrenstand erhoben wurde. Dessen Sohn Hans Sigmund von Vogt verkaufte das Gut 1750 an Karl Konrad von Hohberg und Zobten. Nächste Eigentümer waren Johann August Freiherr von Seher und seit 1769 ein Graf von Seher-Thoß. 1784 bestand das Dorf aus zwei Schulhäusern, vier Vorwerken, 28 Bauern, 44 Gärtnern, 35 Häusern und 846 Einwohnern. 1845 waren es 146 Häuser, 1208 Einwohner (davon 443 katholisch), evangelische Kirche zu Rosenbach, eine evangelische Schule mit einem Lehrer, eine katholische Majoratskirche, Filiale der Pfarrkirche von Peterwitz, eingepfarrt Schönheide und Kleutsch, eine katholische Schule mit einem Lehrer, eine Wassermühle, zwei Windmühlen, 103 Baumwoll- und Leinenwebstühle, 20 Handwerker, drei Krämer und vier Händler. Zur Gemeinde gehörte das Dörchen Rathsam, am südlichen Ende von Schönheide gelegen. Ab 1815 gehörte Schönheide zum Landkreis Frankenstein, mit dem es bis 1945 verbunden blieb. 1874 wurde der Amtsbezirk Schönheide gebildet, dem die Landgemeinden Rosenbach und Schönheide sowie die gleichnamigen Gutsbezirke angehörten.
Als Folge des Zweiten Weltkriegs wurde Schönheide im Mai 1945 wie fast ganz Schlesien von der sowjetischen Besatzungsmacht unter polnische Verwaltung gestellt. Nachfolgend erhielt es die polnische Ortsbezeichnung Przedborowa. Die deutsche Bevölkerung wurde, soweit sie nicht vorher geflohen war, vertrieben. Die neu angesiedelten Bewohner waren teilweise Zwangsumgesiedelte aus Ostpolen, das an die Sowjetunion gefallen war.

## Sehenswürdigkeiten
- Römisch-katholische Pfarrkirche mit dem Patrozinium der hl. Hedwig (Kościół św. Jadwigi), errichtet im 14. Jahrhundert, während der Reformation evangelisch, 1653 rekatholisiert[3]
- Schloss Schönheide[6]